# NGC 6397
NGC 6397 (noto anche come C 86) è un ammasso globulare piuttosto appariscente posto nella costellazione dell'Altare.
Invisibile ad occhio nudo, si rivela all'osservazione binoculare come una leggera macchia chiara. Per notare le sue componenti più luminose, che sono di tredicesima magnitudine, occorrono telescopi con un'apertura non inferiore ai 180-200mm. È uno degli ammassi globulari più vicini conosciuti, essendo distante dal Sole 7200 anni-luce, ma non risulta essere il più luminoso a causa della sua debole concentrazione (classe IX).
Osservazione dei dati incrociati prodotti con i telescopi Hubble e Gaia al centro dell'ammasso evidenzierebbero la presenza di una massa non puntiforme che farebbe supporre la presenza di più buchi neri di massa stellare, piuttosto che, come tipicamente avviene, un'unica massa concentrata originata molto presumibilmente da un unico buco nero di massa intermedia o massiva.

## Voci correlate

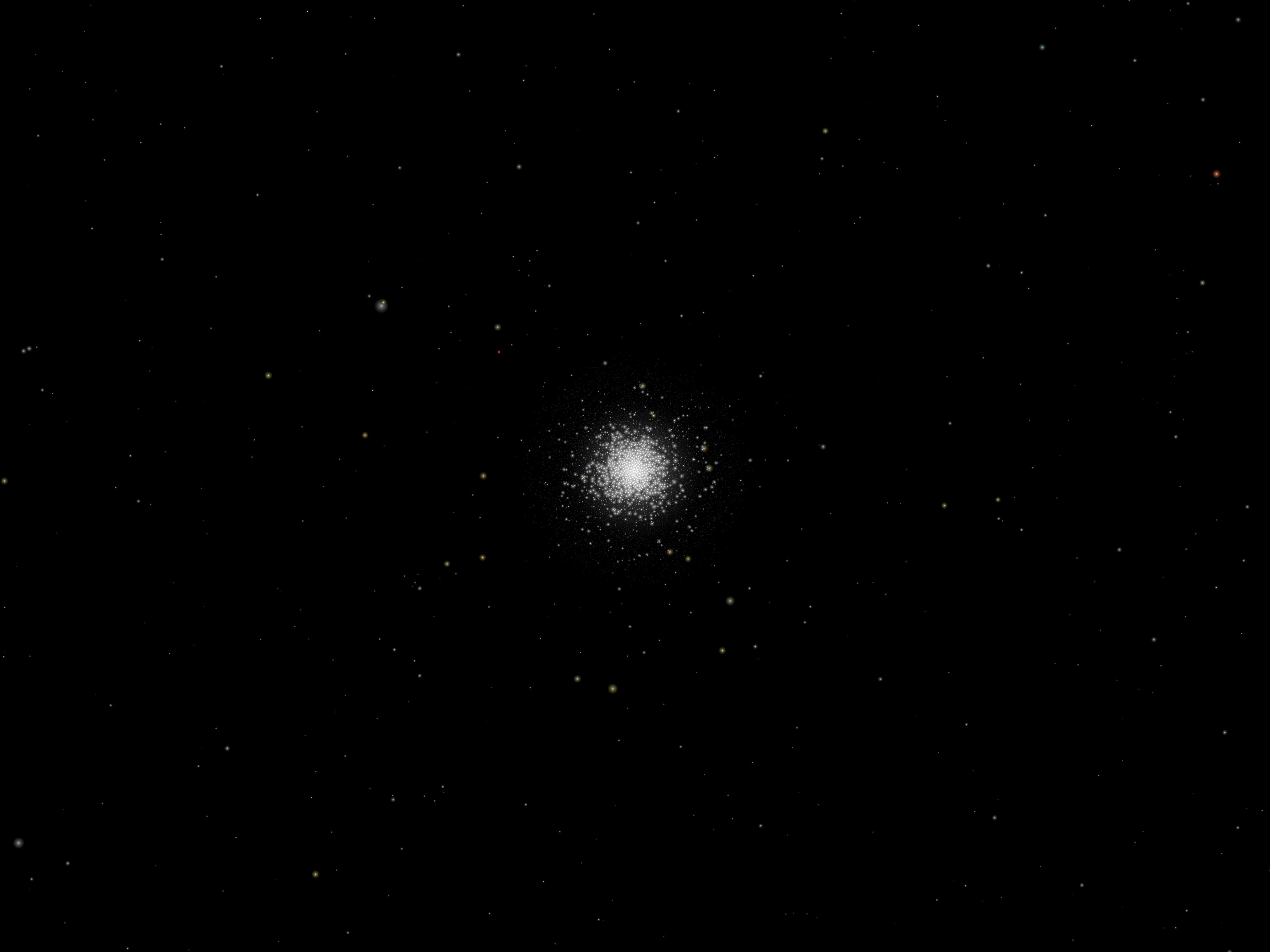
NGC 6397

Doppia osservazione della regione NGC6397 HST JWST